# Морозов, Алексей Иванович
Алексе́й Ива́нович Моро́зов (30 марта 1928 — 6 мая 2009) — советский и российский физик, специалист в области физики плазмы и управляемого термоядерного синтеза, доктор физико-математических наук, профессор, член научного совета по физике плазмы Российской академии наук, действительный член РАЕН (1992), заслуженный деятель науки и техники РСФСР, лауреат Государственной премии[уточнить].

## Биография
А. И. Морозов родился 30 марта 1928 года в городе Кашире, в семье Ивана Матвеевича Морозова — выпускника Художественно-промышленной академии барона Штиглица (Санкт-Петербург) и Серафимы Васильевны Поповой. По доносу отец А. И. Морозова был арестован и погиб в застенках НКВД в 1943 году, реабилитирован в 1990 году.
В семье было трое детей, А. И. Морозов был старшим ребёнком и постоянно заботился о младших сёстрах и матери. Он окончил среднюю школу № 11 в г. Пятигорске (гимназию № 11) с золотой медалью, а затем с красным дипломом физический факультет Московский государственный университет им. М. В. Ломоносова (МГУ). Как сына врага народа, ему не позволили поступить в аспирантуру МГУ. По распределению он был направлен преподавателем физики и математики в техникум в г. Людиново Калужской области. После 1953 года А. И. Морозов вернулся в Москву, поступил в аспирантуру МГУ и в 1957 г. успешно защитил кандидатскую диссертацию. После чего до конца жизни более полувека работал в Отделении физики плазмы Института атомной энергии им. И. В. Курчатова (ныне Институт ядерного синтеза Российского научного центра «Курчатовский институт»), Москва, Российская Федерация.

## Научная деятельность
Алексей Иванович Морозов внёс заметный вклад во многие разделы современной плазменной науки и техники. С его именем связаны классические работы по структуре сложных магнитных полей, движению заряженных частиц в магнитном поле, плазменным течениям, многожидкостной магнитной гидродинамике. В совокупности они заложили основу нового направления в физике плазмы — плазмодинамики. А. И. Морозову принадлежат пионерские работы по созданию и внедрению в космическую технику стационарных плазменных двигателей (СПД). Впервые испытанные на спутнике «Метеор» в 1972 году двигатели типа СПД с тех пор широко используются в качестве коррекционных двигателей на отечественных и зарубежных спутниках. Подтверждённые в космосе уникальные и устойчивые характеристики СПД в сочетании с конструктивной простотой и надёжностью сделали эти устройства ключевыми для разрабатываемых в последние годы в России,США и других странах проектов межпланетных космических полётов.
Алексей Иванович масштабно развернул работы и почти четыре десятилетия возглавлял исследования и разработки по проблеме ускорения плазмы, в разработке теоретических основ плазмодинамики и проектировании плазменных ускорителей, от миниатюрных, предназначенных для использования в космических аппаратах, до гигантских, предназначенных для инжекции плазмы в термоядерные установки. В течение многих лет он был председателем секции «Плазменные ускорители и ионные инжекторы» Совета по физике плазмы АН СССР. В 1960-70 годах он был учредителем межведомственного семинара по электрореактивным двигателям. Более десяти лет А. И. Морозов являлся научным руководителем одного из лидеров инженерии электроракетных двигателей ОКБ «Факел» г. Калининград, эмблемой которого стал морозовский СПД. По идеям и под руководством А. И. Морозова были разработаны уникальные квазистационарные плазменные ускорители (КСПУ), обладающие рекордными параметрами производимых плазменных потоков.
Программа КСПУ была реализована в целом ряде институтов: в тогдашнем Троицком филиале ИАЭ, Институте физики г. Минск, в Харьковском физико-техническом институте. Для решения проблемы КСПУ Морозову удалось изобрести целый ряд технологических новшеств, среди которых особые газоразрядные анодные и катодные системы (трансформеры), входная и анодная ионизационные камеры, магнитные эмитирующая и приёмная поверхности. Другими примерами неразрывности физики и технологии и деятельности А. И. Морозова могут служить явления пристеночной проводимости и аномальной эрозии поверхностей в плазменных потоках в скрещенных электрическом и магнитных полях, в значительной степени, определяющие ресурс плазменных двигателей и ускорителей. Теория этих нестандартных явлений была разработана А. И. Морозовым с исчерпывающей полнотой.
А. И. Морозов был одним из пионеров использования численных методов моделирования структуры магнитных полей и течений плазмы. Им выполнены пионерские работы по расчёту структуры магнитных полей в сложных термоядерных системах с магнитным удержанием плазмы, в частности, в стеллараторах, и динамике заряженных частиц в этих полях. Его давнее сотрудничество с ИПМ им М. В. Келдыша привело к созданию целой школы математиков-прикладников в вычислительной физике плазмы.
Любопытно, что А. И. Морозов внёс яркий вклад и в такую далёкую от физики науку как почвоведение, выполнил ряд трудов по философии и древней истории.

### Из библиографии
Научные исследования А. И. Морозова в физике плазмы нашли отражение в четырёх монографиях, семи крупных обзорах и более чем в трёхстах научных статьях. Он автор 38 изобретений и 4 международных патентов. Под его руководством и по его идеям защищено более 25 кандидатских диссертаций.
Основные достижения А. И. Морозова в области физики плазмы нашли отражение в его монографии «Введение в плазмодинамику». Книга дважды издавалась в России, а также в Англии.

## Награды и общественное призвание
- кавалер ордена Трудового Красного Знамени, он был награждён несколькими медалями, в том числе двумя золотыми и серебряной медалями ВДНХ.
- лауреат Государственной премии России,
- лауреат премии им. И. В. Курчатова.

- А. И. Морозов был первым российским учёным, награждённым международной медалью им. Стулингера «За выдающиеся достижения в области электрореактивных двигателей» (Stuhlinger Medal) в год её учреждения, а также серебряной медалью Французской национальной аэрокосмической академии.